# Joe's Bridge
Joe's Bridge er et tilnavn for bro nr. 9 over Maas-Scheldekanalen i den belgiske by Lommel.
Broen fik tilnavnet i slutning af Anden Verdenskrig, da britiske styrker under et overraskelsesangreb om eftermiddagen d. 10. september 1944 erobrede den uskadt fra tyskerne. Tyskerne bevogtede og sprængte som regel broer, når de blev nødt til at trække sig tilbage.
Angrebet blev planlagt og udført af oberstløjtnant J.O.E. Vandeleur. Som en hyldest opkaldte hans styrker broen efter deres anførers initialer.
Joe's Bridge kom til at spille en væsentlig rolle under Operation Market Garden en uge senere, idet den blev et vigtigt springbræt for landtropperne.